# Triumph (bil)

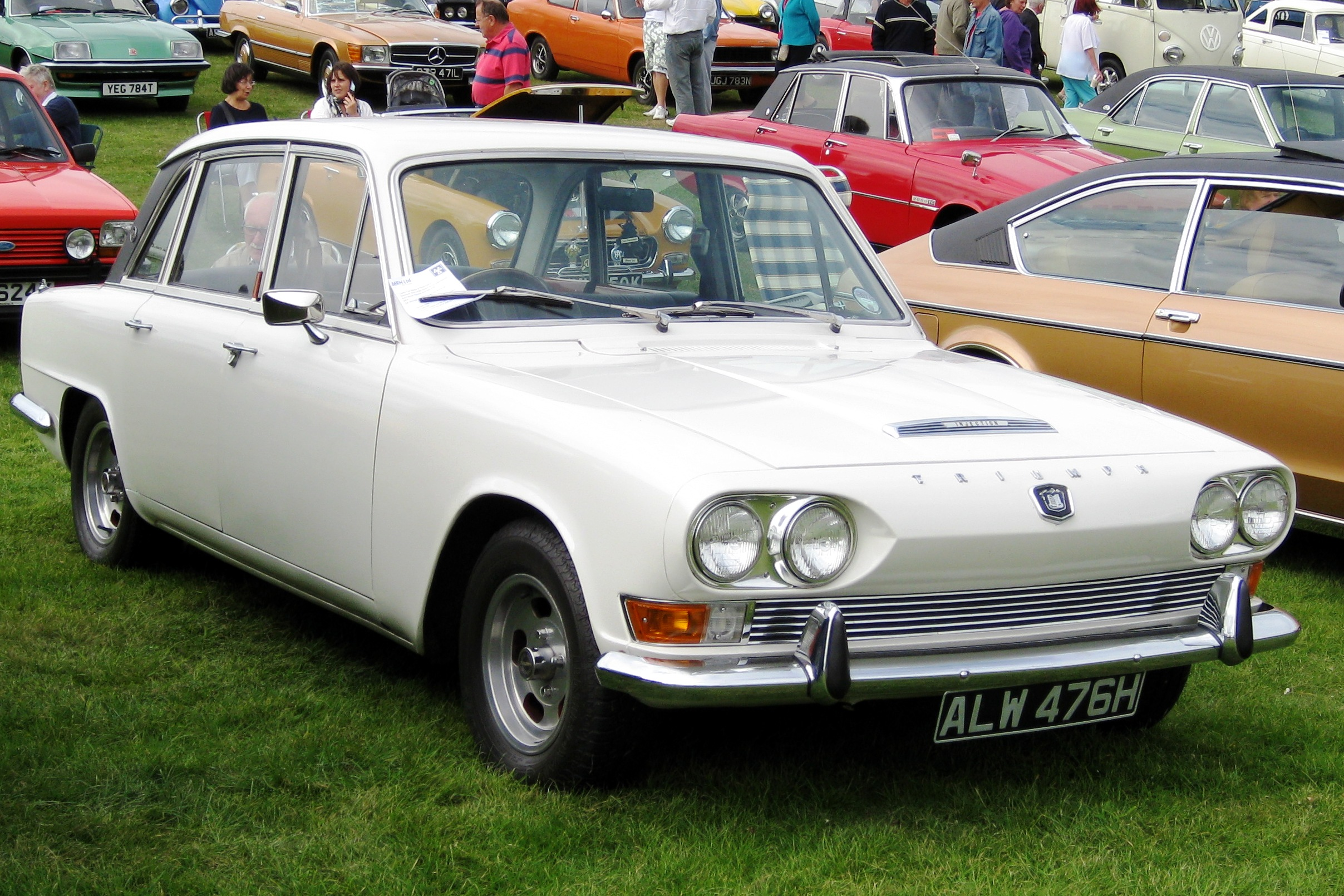
Triumph 2000 från 1969

Triumph, Triumph Motor Company var en brittisk fordonstillverkare med säte i Coventry. Personbilsmärket Triumph tillverkades åren 1923–1984. Bilmärket tillhörde från början samma bolag som motorcykelmärket Triumph men motorcykeltillverkningen såldes 1936 då företaget var i en ekonomisk kris. Triumph ingick sedan 1968 i British Leyland-koncernen tills märkets nedläggning 1984

## Historia

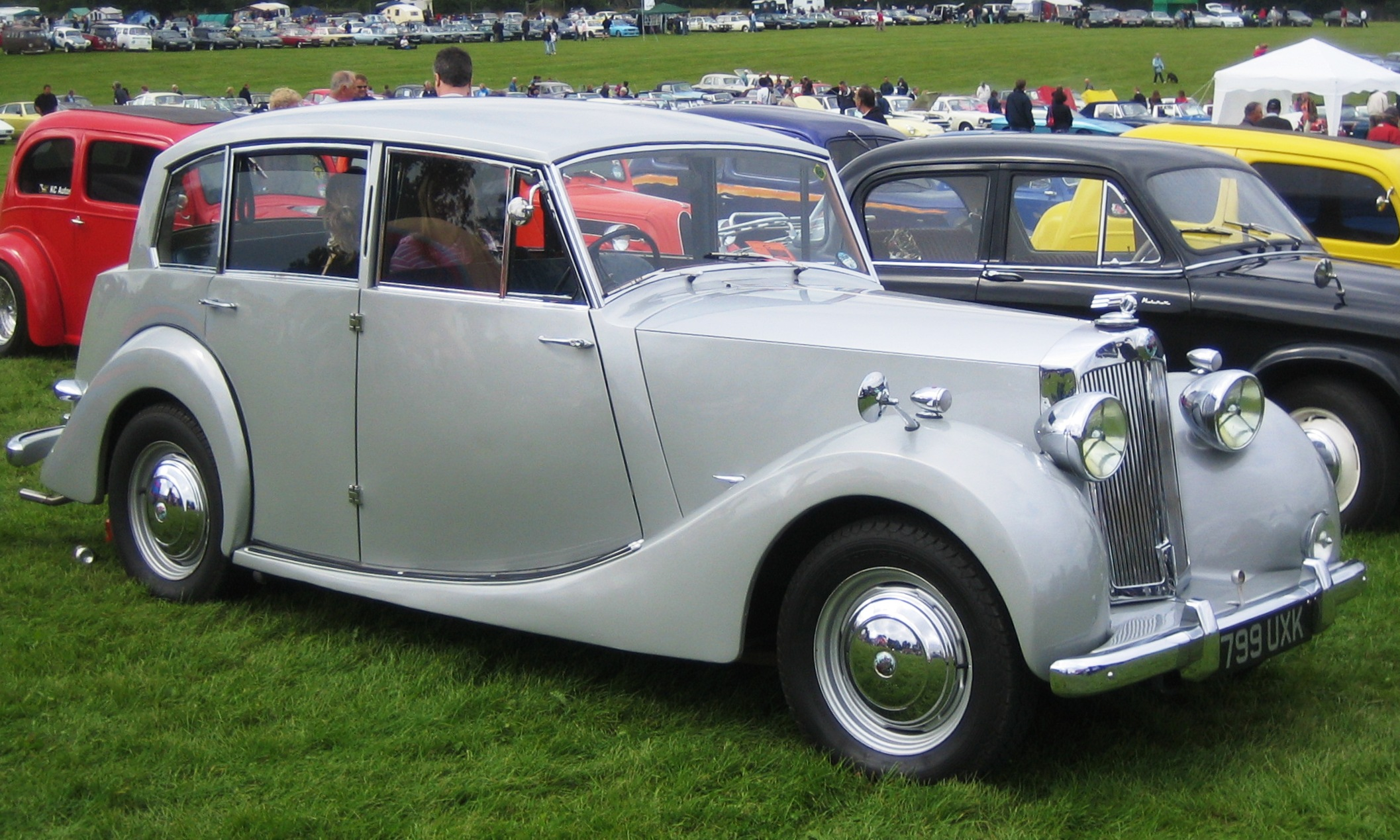
1954 Triumph Renown

Triumphs historia går tillbaka till 1885 då Siegfried Bettmann (1863-1951) från Nürnberg och Mauritz Johann Schulte började sälja cyklar av märket Triumph i sitt företag Bettmann & Co i London. Bettmann hade 1884 kommit till London och började arbeta som översättare och som representant för tyska bolag, främst symaskinstillverkare. 1889 började företaget med egen tillverkning i Coventry. Triumph Cycle Company som man bytt namn till 1897 började tillverka motorcyklar 1902. Företaget fick framgångar bland annat genom stora order från den brittiska armén under första världskriget. 1918 var Triumph Storbritanniens största motorcykeltillverkare. 1896 grundades det tyska dotterbolaget Deutsche Triumph Fahrradwerke AG i Nürnberg. Verksamheten i Nürnberg som gick under namnet TWN tillverkade även skrivmaskiner och övertogs 1956 av Grundig som då lade ned tillverkningen av motorcyklar.
1921 började Triumph tillverka bilar då Bettmann övertygades att köpa Dawson Car Company tillgångar och område. Den första modellen hette Triumph 10/20. Till en början var tillverkning blygsam men introduktionen av Triumph Super 7 år 1927 blev en stor framgång och sålde i stora upplagor fram till 1934. 1930 bytte man namn till The Triumph Motor Company. Finansiella problem ledde till att man sålde av cykel- och motorcykeltillverkningen 1936. Motorcykeltillverkningen hamnade i det nya företaget Triumph Engineering Co. Ltd..

### Del av Standard Motors

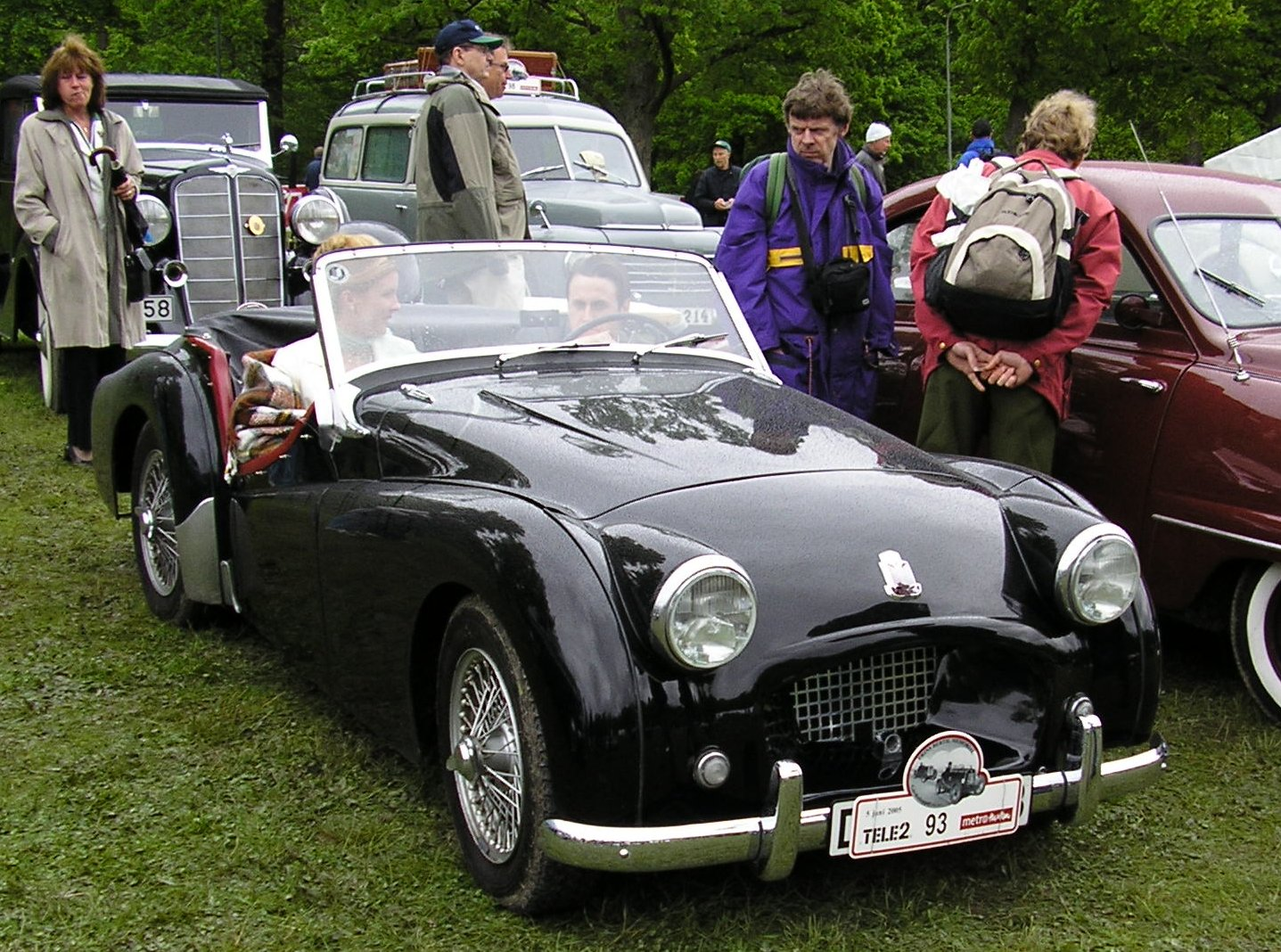
Triumph TR 2

Triumph Motor Co råkade i ekonomisk kris i slutet av trettiotalet och företaget gick i konkurs bara några veckor före andra världskrigets utbrott. Standard Motor Company köpte upp konkursboet hösten 1944 och Triumphs första efterkrigsmodell, Triumph 1800, hämtade tekniken från Standard 14 hp. Efter andra världskriget köptes vad som var kvar av Triumph och varumärket av Standard Motors 1945 och dotterbolaget Triumph Motor Company (1945) Limited skapades. Produktionen flyttades till Standard Motors fabrik. Förkrigsmodeller togs inte upp igen och 1946 kom en ny generation modeller när 1800 presenterades. På grund av stålbristen byggdes dessa i aluminium som bolaget hade stora lager av efter användningen i flygplanstillverkningen. 
När Standard köpte Triumph 1946 kom Harry Webster att bidra till Triumphs uppsving som märke under 1950-talet och han utsågs till teknisk chef på bolaget 1957. Webster var bland annat den som ledde utvecklingsarbetet med TR-sportbilarna med modeller som TR2, TR3, TR4 och TR5. Det var också Webster som engagerade Giovanni Michelotti som formgivare för modeller som Herald, Vitesse, Spitfire, 2000 och Stag och de hade ett nära samarbete under många år. I början av 1950-talet beslöts att använda namnet Triumph på sportbilar och namnet Standard på sedanvagnar. 1953 presenterades TR2, den första i en serie framgångsrika sportbilar med modellbeteckningen Triumph TR som tillverkades fram till 1981. Standard hade tillverkat en rad av mindre sedanvagnar kallade Standard Eight och Ten och arbetat på en efterträdare till dessa. När denna lanserades 1959 med namnet Herald hade den Standard-Triumph som märke och snart försvann namnet Standard innan det försvann helt 1963 då modellen Standard Vanguard lades ner och ersättaren fick namnet Triumph 2000. Bolaget antog namnet Standard-Triumph International 1959.

### British Leyland Motor Corporation

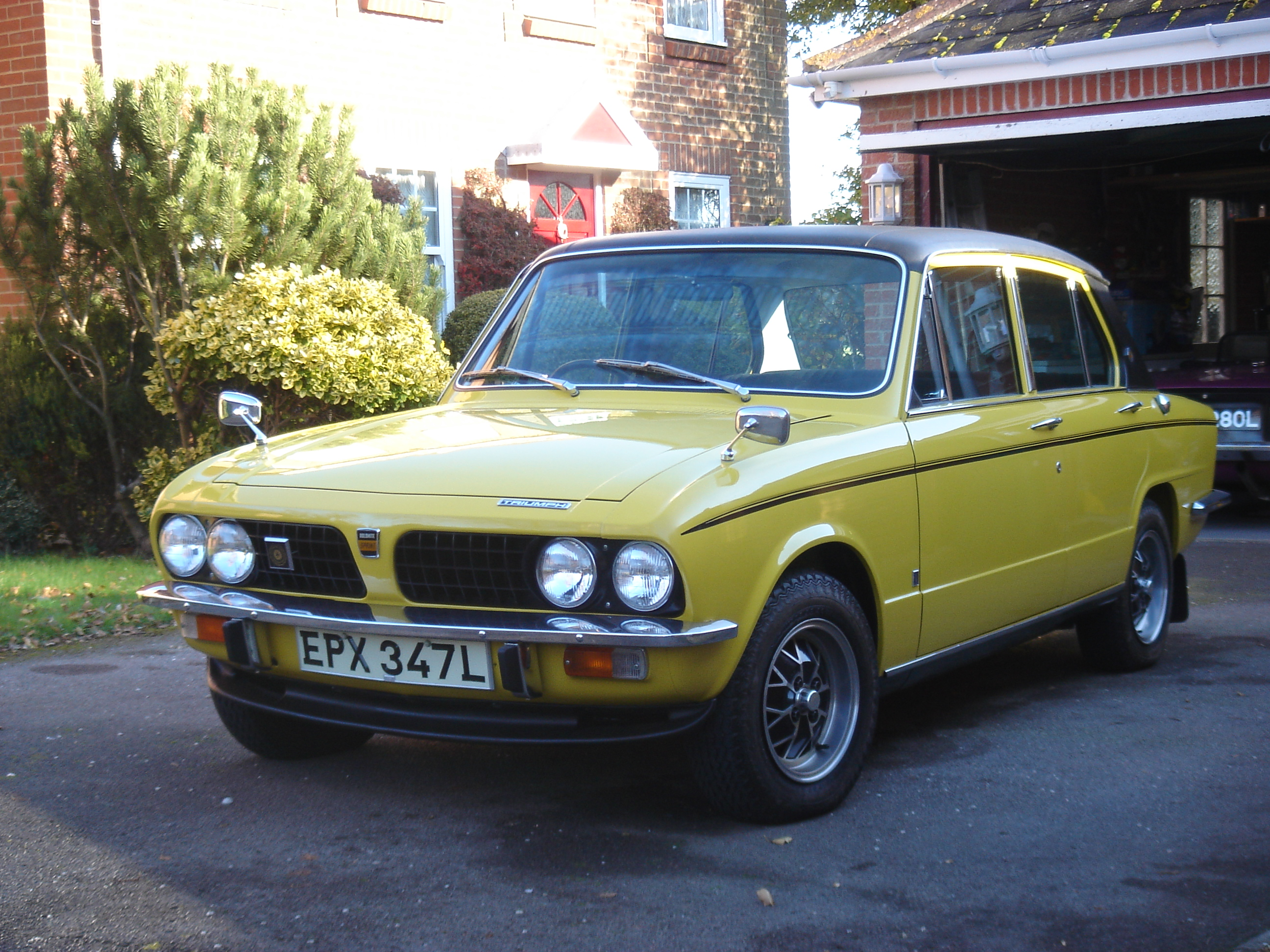
Triumph Dolomite Sprint

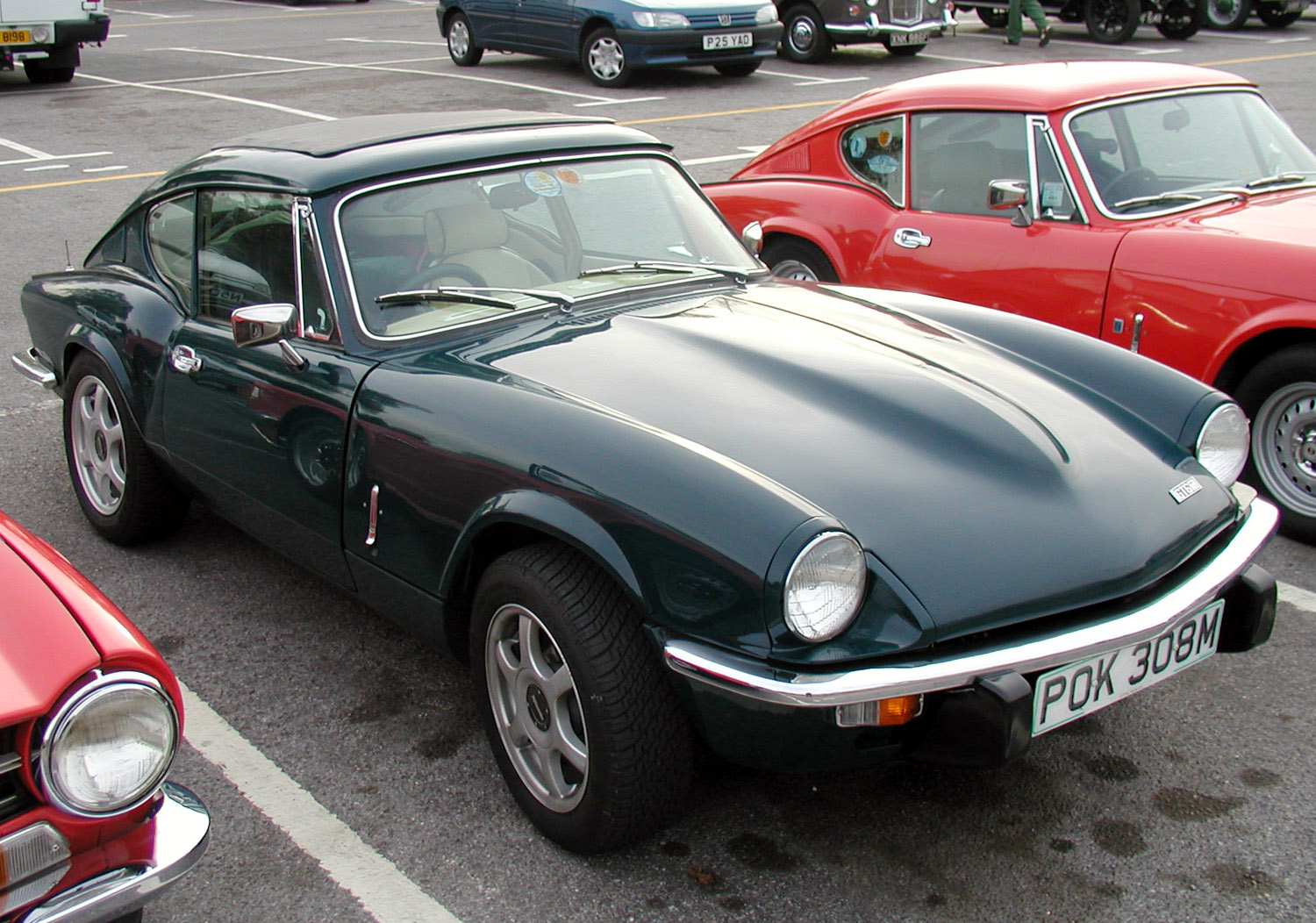
1974 Triumph GT6 Coupé

1959 startade Triumph en sammansättningsfabrik i Speke i Liverpool. I december 1960 köptes Triumph upp av Leyland Motors och Donald Stokes blev chef för Standard Triumph-divisionen 1963. 1968 blev Triumph en del av British Leyland efter flera sammanslagningar. 1963 premiärvisades Triumph 2000, en fyradörrars sedan ritad av Giovanni Michelotti, på Earl’s Court Motor Show. Sedanen följdes upp av en kombivariant 1965. Under 1960- och 1970-talet sålde Triumph flera av Michelotti designade sportbilar och coupéer, bland dem Dolomite Sprint som redan 1973 hade en 16-ventils fyrcylindrig motor. Triumphs lilla framhjulsdrivna 1300-modell skapade sig en egen nisch på den brittiska bilmarknaden som en lyxig och körglad småbil. Triumph strävade efter att utveckla detta genom snyggare design och bättre prestanda. Det första målet uppnåddes 1970 med 1500-modellen och medlet för bättre prestanda fanns redan i huset i form av den SOHC-motor som Triumph tillverkade åt Saab. Men många Triumph-bilar vid den här tiden var opålitliga med insprutningsrproblem.

### Strejker och nedläggning

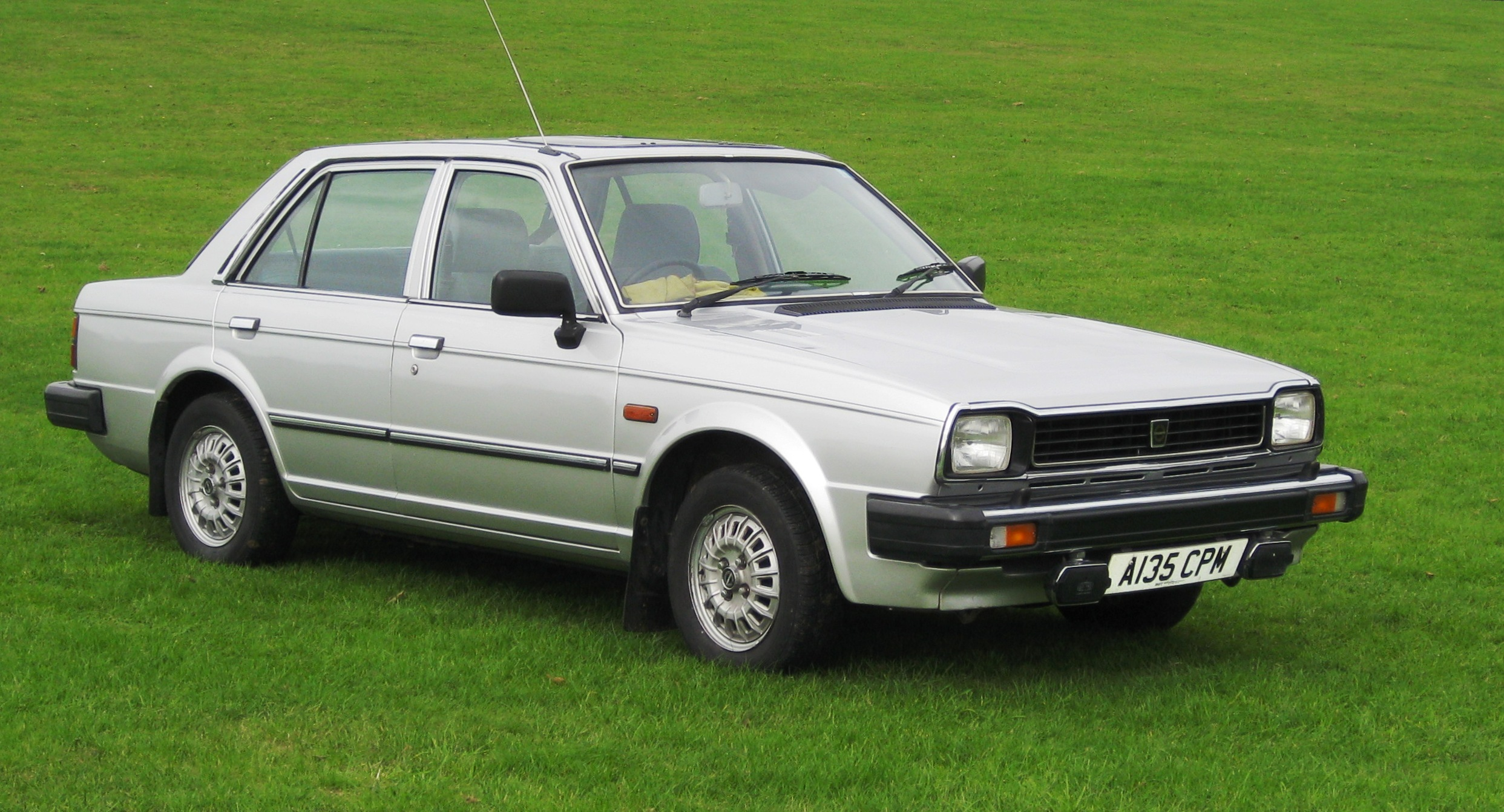
Triumph Acclaim

1969 väcktes de första frågorna kring problem med låg produktivitet och konflikter mellan företagsledning och fack när strejker startade. Bland annat utbröt en strejk 1970 som helt lamslog Triumphs tillverkning och en tredjedel av den brittiska bilindustrins anställda gick i strejk. Triumph Dolomite var klar för introduktion i slutet av 1970, men på grund av ständigt återkommande strejker kunde inte Triumph bygga upp sina lager för att möta den förväntade efterfrågan på den nya modellen och introduktionen fick skjutas upp till slutet av 1971.
Triumph-fabriken i Speke blev en symbol för problemen i den brittiska bilindustrin. Trots en stor satsning av British Leyland där anläggningen byggdes ut 1970 började fabriken läggas ned 1978 (Spekefabriken var helt nedlagt 1981) och Triumph TR7 som tillverkades där blev symbol för dåligt byggda bilar genom sina många kvalitetsproblem. Speke-fabriken hörde till de mest ineffektiva fabrikerna inom British Leyland som i sin helhet hade stora ineffektivitetsproblem.
Den sista Triumphbilen var Triumph Acclaim som introducerades 1981 genom ett samarbete med japanska Honda som British Leyland inlett 1978. Den ersatte Triumph Dolomite och blev, sedan Dolomite och TR7 lagts ned, den enda Triumph-bilen i produktion. Den tillverkades i Cowley. Namnet Triumph försvann 1984 när Acclaim ersattes av Rover 200 som var en Honda Ballade under nytt namn. Varumärket Triumph ägs idag av BMW som fick det när Rover köptes 1994 och behöll varumärket när Rover såldes 2000.

## Modeller
- Triumph 10/20 hp (1923-25)
- Triumph 13/35 hp (1925-27)
- Triumph 15 hp (1927-30)
- Triumph Super 7 (1928-32)
- Triumph Super 8 (1930)
- Triumph Super 9 (1932-33)
- Triumph Southern Cross (1932-34)
- Triumph Scorpion (1932-33)
- Triumph Gloria 10 (1933-37)
- Triumph Gloria 12 (1934-37)
- Triumph Gloria 6 (1934-39)
- Triumph Dolomite 8 (1934-35)
- Triumph Dolomite 14/60 (1936-39)
- Triumph Dolomite 16 (1938-39)
- Triumph 12 hp (1939-40)
- Triumph 1800/2000 (1946-54)
- Triumph Mayflower (1949-53)
- Triumph Renown (1949-54)
- Triumph TR2 (1953-55)
- Triumph TR3 (1955-62)
- Triumph Herald (1959-71)
- Triumph TR4 (1961-67)
- Triumph Spitfire (1962-80)
- Triumph Vitesse (1962-71)
- Triumph 2000/2500 (1963-77)
- Triumph 1300/1500 (1965-73)
- Triumph GT6 (1966-73)
- Triumph TR5 (1967-68)
- Triumph TR6 (1968-75)
- Triumph Toledo (1970-76)
- Triumph Stag (1970-77)
- Triumph Dolomite (1972-80)
- Triumph 1500 TC (1973-76)
- Triumph TR7/TR8 (1975-81)
- Triumph Acclaim (1981-83)